# Chlamydia trachomatis
Chlamydia trachomatis er en af tre bakteriearter i slægten Chlamydia. Den er sygdomsfremkaldende hos mennesker, hvor den forårsager kønssygdommen klamydia. Bakterien kan ikke reproducere uden for en værtscelle og er derfor en intracellulærbakterie. C. trachomatis er en Gram-negativ bakterie.

## Klinisk betydning
Infektion med C. trachomatis kan forårsage flere sygdomstilstande hos både mænd og kvinder. Hos voksne mennesker fører den til kønssygdommen klamydia, hvilket kan resultere i bl.a. urinrørsbetændelse (urethritis), livmoderhalsbetændelse (cervicitis), samt betændelse i prostata (prostatitis) og bitestikler (epidymititis). Desuden kan klamydia medføre en risiko for barnløshed og graviditet uden for livmoderen (ektopisk graviditet).
Er moderen inficeret med C. trachomatis under fødslen, kan bakterien oså fremkalde sygdom hos det nyfødte barn. Dette kan manifestere sig som øjenbetændelse, som ubehandlet kan resultere i blindhed, og lungebetændelse.